# 廖立勇
廖立勇（1971年11月—），男，汉族，湖南邵阳人，中国共产党党员，中华人民共和国政治人物。曾任广西壮族自治区南宁市委副书记，南宁市市长。

## 人物生平
2012年4月至2015年2月，任中共广西富川瑶族自治县县委书记。2014年7月，升任广西贺州市委常委。2015年2月至2017年11月，出任中共贺州市委常委、组织部部长。
2017年11月，任广西防城港市委副书记。2020年7月，改任广西北海市委副书记、一级巡视员。2020年8月，兼任北海市委党校校长。2021年1月，任中共北海市委副书记、市长。2021年12月，任南宁市委副书记、市政府党组书记、市长。2022年12月，不再担任南宁市委副书记、市人民政府市长。
2023年，廖立勇因为严重违法违纪，在中共广西壮族自治区十二届党委常委会第109次会议上受到广西党委撤销党内职务处分。